# 1727
- Wikisource

| Calendário gregoriano                                                        | 1727 MDCCXXVII                      |
| Ab urbe condita                                                              | 2480                                |
| Calendário arménio                                                           | 1176 – 1177                         |
| Calendário bahá'í                                                            | -117 – -116                         |
| Calendário budista                                                           | 2271                                |
| Calendário chinês                                                            | 4423 – 4424 Início a 22 de janeiro  |
| Calendário copta                                                             | 1443 – 1444                         |
| Calendário etíope                                                            | 1719 – 1720                         |
| Calendários hindus - Vikram Samvat - Calendário nacional indiano - Cáli Iuga | 1782 – 1783 1648 – 1649 4827 – 4828 |
| Calendário Holoceno                                                          | 11727                               |
| Calendário islâmico                                                          | 1140 – 1141                         |
| Calendário judaico                                                           | 5487 – 5488                         |
| Calendário persa                                                             | 1105 – 1106                         |
| Calendário rúnico                                                            | 1977                                |
| Calendário solar tailandês                                                   | 2270                                |

1727 (MDCCXXVII, na numeração romana) foi um ano comum do século XVIII do actual Calendário Gregoriano, da Era de Cristo, e a sua letra dominical foi E (52 semanas), teve início a uma quarta-feira e terminou também a uma quarta-feira.
| Ano completo                        |
| ----------------------------------- |
| Ano comum com início à quarta-feira |

## Eventos
- 11 de Junho - Jorge II é coroado rei da Grã-Bretanha, sucedendo seu pai Jorge I.
- 7 de outubro - Fundação de Pirenópolis, Goiás, Brasil.

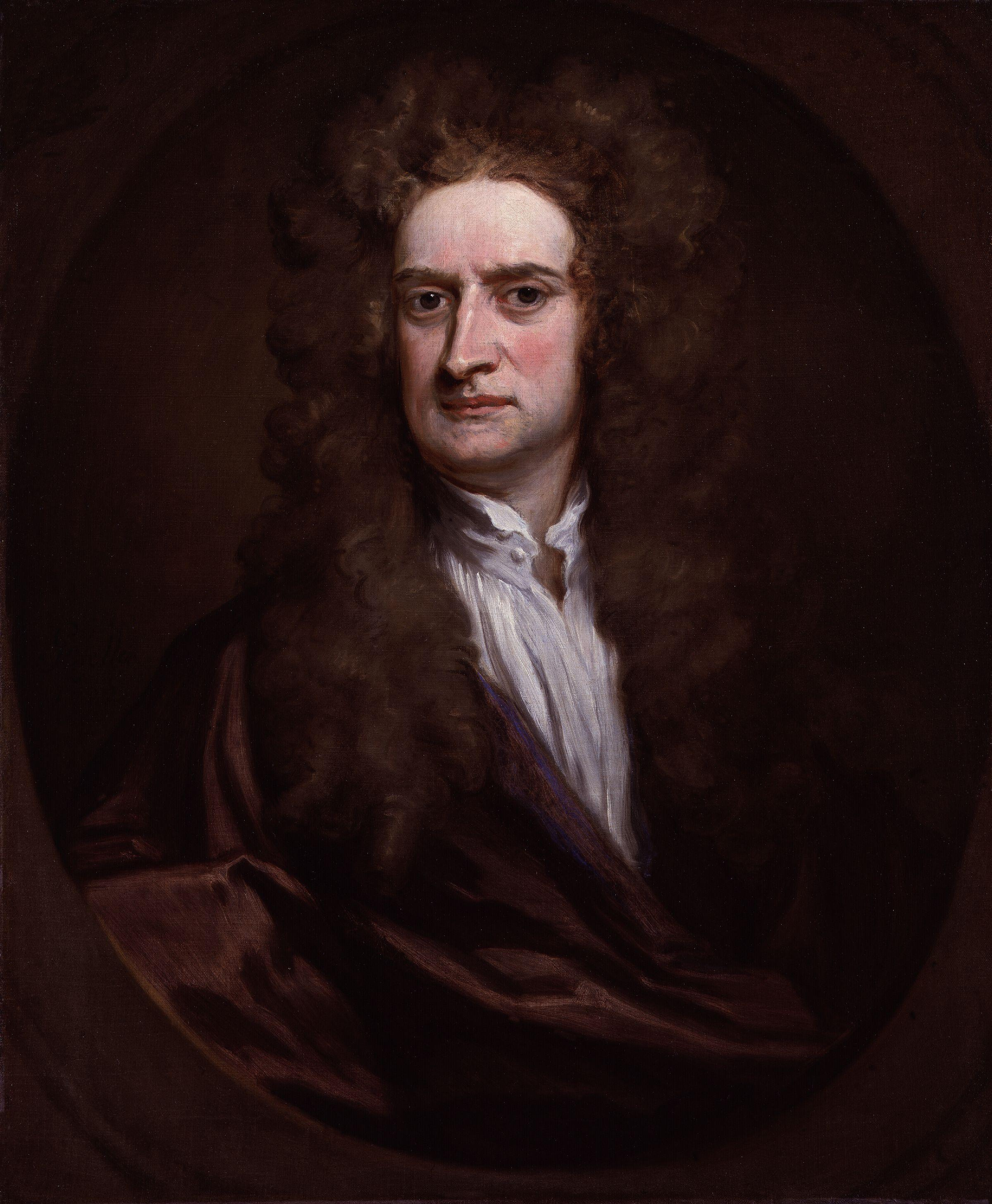
Isaac Newton (1642-1727). Pintura de Godfrey Kneller, national Portrait Gallery, Londres.

- Fundada a Loja dos Hereges Mercantes, a primeira loja maçónica formada em Portugal.
- Na Escócia, é realizada a última execução por bruxaria.
- Edificação da Igreja de Nossa Senhora do Livramento (Ponta Delgada) na ilha de São Miguel, Açores.
- Fundação da cidade de Cuiabá
- Início da construção da Igreja de Nossa Senhora do Ó, em Pernambuco.

## Nascimentos
- 14 de Março - Johann Gottlieb Goldberg, virtuose alemão do cravo, organista e compositor do barroco tardio e do início do período clássico (m. 1756).

## Mortes
- 31 de Março - Sir Isaac Newton, físico inglês (n. 1643)
- 11 de Junho - Jorge I, rei da Grã-Bretanha (n. 1660)